# CGM-121B Seek Spinner
Seek Spinner ([siːk ˈspɪnɚ] чит. «Сик-спи́ннер», с англ. — «поисковый волчок», войсковой индекс — CGM-121B) — американский противорадиолокационный барражирующий боеприпас (противорадиолокационный ударный БПЛА (англ. anti-radar attack drone). 
Предназначалась для подавления системы противовоздушной обороны противника. Была разработана компанией Boeing Military Airplane Company (BMAC) по заказу ВВС США и стала конечным результатом эволюции многоцелевого барражирующего боеприпаса Pave Tiger. Вместе с модификациями CQM-121A (постановщик радиолокационных помех) и CEM-138A (постановщик электронных помех) входил в семейство Boeing Brave-200 (англ. BRAVE — бэкроним от Boeing Robotic Air VEhicle). Своё название, которое в переводе означает вращающуюся вокруг своей оси игрушку (волчок), снаряд получил за свою радиолокационную головку самонаведения, внутри которой размещался радиолокатор кругового обзора с антенной-блюдцем, по принципу работы (непрерывному вращению вокруг своей оси) напоминающей волчок. Сохранившийся образец был передан на хранение в Национальный военно-воздушный музей в Дейтоне, штат Огайо.

## Предыстория
У компании Boeing уже был наработанный с 1979 года опыт создания аппаратов такого типа, но они оказались не востребованы в США и на международном рынке вооружений, в результате чего работы по ним были прекращены. Долгосрочный план закупок ВВС ВС США на 1985—1990 гг., согласованный с Конгрессом, предполагал постановку на вооружение и начало серийного производства в 1990 году ПРР AGM-136 Tacit Rainbow, разрабатывавшейся корпорацией Northrop. Но после того как в Комитете Сената США по вооружённым силам нашлись сторонники приобретения более дешёвых средств воздушного нападения, в 1987 году Конгресс США распорядился возобновить проект Pave Tiger, финансирование которого было прекращено в 1985 году.

## Предназначение
При ориентировочной стоимости $20—25 тысяч за штуку, принятие CGM-121B на вооружение позволяло производить массированный обстрел зон ПВО противника. Даже в том случае, если коэффициент долетевших до целей снарядов составлял 1:20 (то есть 50 из 1 тыс. запущенных), их применение расценивалось как целесообразное, а боевая эффективность — как высокая. По оценкам американских экспертов, в том числе Вице-начальника штаба ВВС США генерала Лоуренса Сканце, поражение при помощи Seek Spinner около полусотни советских радиолокационных станций на направлениях пролёта американской бомбардировочной авиации позволяло нейтрализовать систему ПВО СССР.

## История
В сентябре 1987 года Департамент ВВС США заключил с компанией Boeing Military Airplanes (подразделение компании Boeing, занимающееся разработкой и производством военных летательных аппаратов) контракт сроком на 18 месяцев и стоимостью $63 млн на проведение опытно-конструкторских работ (full scale development) Seek Spinner, юридическое оформление договорённости с ВВС состоялось 2 декабря 1987 года. Основными отличиями от конкурирующего проекта Tacit Rainbow были более длительная продолжительность полёта и запуск с наземной пусковой установки (Tacit Rainbow запускалась с самолёта-носителя и, по мнению независимых обозревателей, имела меньший лётный ресурс, уступая Seek Spinner и по времени в полёте, и по дальности применения). Несмотря на то, что разработка ПРР курировалась ВВС и осуществлялась главным образом в их же интересах, в фирме Boeing пытались расширить сферу сбыта, включив в перечень потенциальных заказчиков Армию и Корпус морской пехоты США.
Первый испытательный пуск ПРР Seek Spinner состоялся в конце ноября 1987 года, продолжительность первого полёта составила 140 минут.

### Завершение работ
В 1987 году Конгресс распорядился ассигновать на дальнейшие испытания $95,8 млн, но в связи с противодействием Комитета Сената США по бюджетным ассигнованиям средства фактически выделены не были, в результате чего окончить лётные испытания до начала 1991 года (когда по плану уже должны были массово закупаться образцы ПРР конкурирующего проекта) не представлялось возможным.
После того как в 1987 году Конгресс указал Министерству обороны США провести оценку всех средств поражения класса «поверхность-поверхность» и «воздух-поверхность» и по её итогам разработать план дальнейшей работы над наиболее перспективными образцами вооружения, представители МО США провели собственную оценку, не консультируясь по этому вопросу с ВВС, и в 1988 году на рассмотрение Конгресса был подан план, в котором отсутствовало упоминание о Seek Spinner.

### Прения в Конгрессе
Во время слушаний в Конгрессе по вопросу о дальнейшем государственном финансировании проекта осенью 1988 года возникла противоречивая ситуация, при которой Комитет Сената США по вооружённым силам выступал за прекращение финансирования, в то же время в Комитете Палаты представителей США по вооружённым силам нашлись сторонники продолжения работ и выделения бюджетных средств на доводочные испытания ПРР Seek Spinner. В ходе предварительных слушаний сторонники проекта Seek Spinner из нижней палаты Конгресса провели поправки о необходимости выделения $50 млн, при этом им удалось добиться урезания финансирования конкурирующего проекта Tacit Rainbow в два раза — с $79,150 млн до $39,323 млн. А представителям Сената (верхней палаты) удалось продавить противоположную позицию и добиться прекращения финансирования, в результате чего проект был свёрнут. При этом ситуация с юридической стороной вопроса выглядела следующим образом: пункт об отмене программы работ был отклонён нижней палатой, то есть де-юре никто не запрещал ВВС продолжать финансирование проекта, но бюджетных средств под это верхней палатой выделено не было, что де-факто означало прекращения дальнейших испытаний и отказ от закупок.
Офицеры из Департамента ВВС США продолжали бороться за Seek Spinner, аргументируя это тем, что продолжение работ над ней позволит при гораздо меньшем объёме затрат получить ценные технические решения для устранения недостатков Tacit Rainbow, поскольку оба снаряда имели схожие подсистемы, одинаковые ГСН и БЧ. Позже, чтобы окончательно выбить какое-либо государственное финансирование из-под проекта, противникам дальнейшей работы над Seek Spinner удалось законодательно подкрепить свою позицию, прямо запретив Департаменту ВВС США расходовать казённые средства на данную программу в любых вариантах конфигурации. Аргументация противников базировалась на том обстоятельстве, что Seek Spinner не мог потому поступить на вооружение ВМС или Армии США, что тактико-техническое задание было заявлено только Управлением тактической авиации ВВС США и не являлось универсальным и межвидовым, так как под него не подходили авиационные компоненты других видов вооружённых сил или хотя бы родов ВВС.

## Устройство

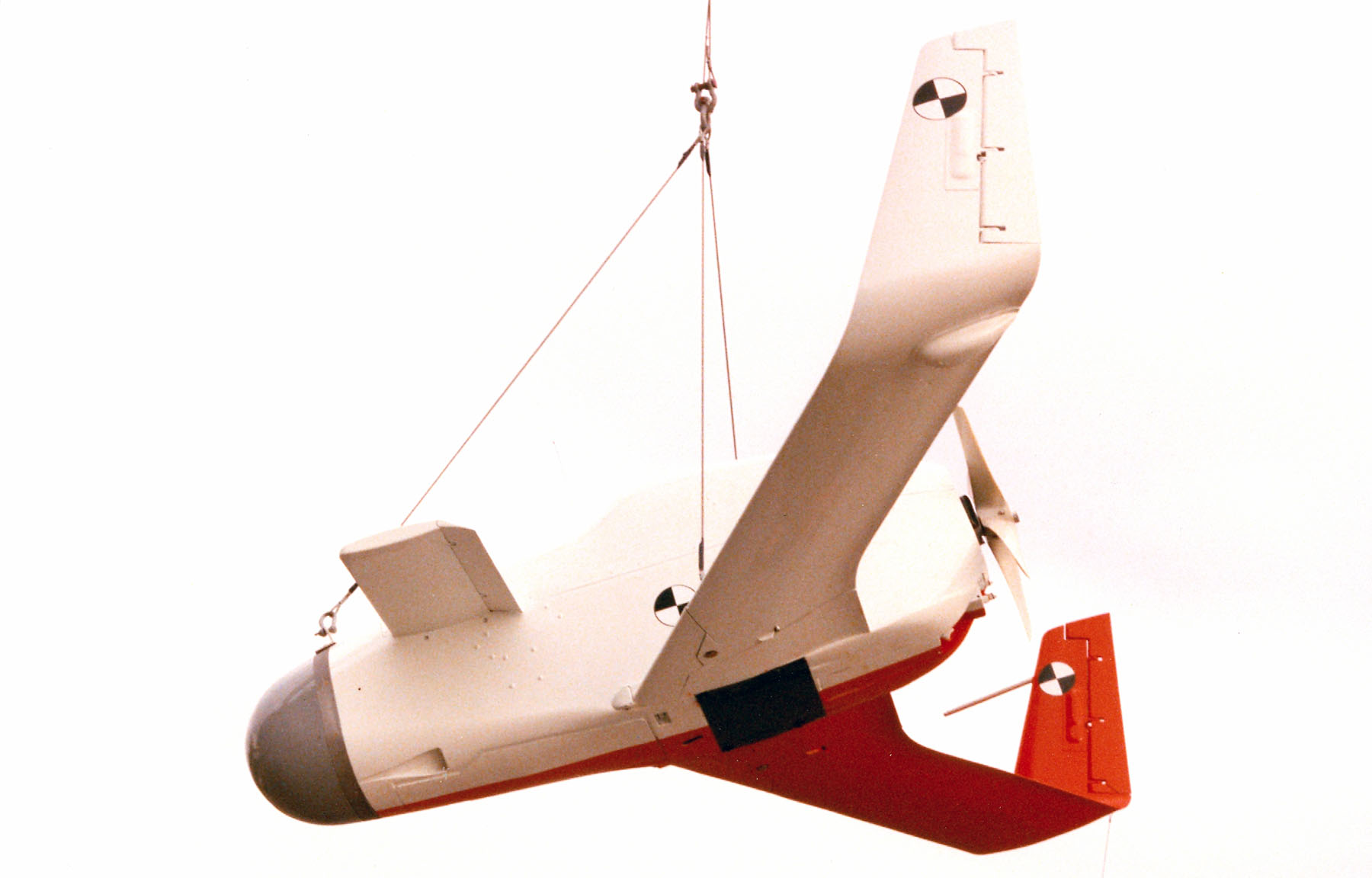
Seek Spinner с другого ракурса

### Пусковая установка
Seek Spinner запускались из пусковых контейнеров, перевозимых штабелями в буксируемом прицепе, при помощи твердотопливного ракетного ускорителя, который отстыковывался от снаряда и падал сразу после запуска.

### Снаряд
Seek Spinner был оснащён радиолокационной головкой самонаведения, которая непрерывно отслеживала радиолокационный фон на предмет обнаружения источников радиоизлучения, сигнал с которых бортовая вычислительная машина обрабатывала на основе вложенного набора параметров по имеющимся техническим данным о советских РЛС, и если параметры сходились, Seek Spinner атаковал обнаруженную цель, устремляясь на радиосигнал и ориентируясь в полёте на зафиксированные пространственные координаты его источника, а затем пикировал на неё до точки подрыва. Сканирование цели происходило в круговом режиме поиска, область сканирования по своей конфигурации напоминала верхнюю полусферу. В режиме поиска цели (барражирования) аппарат мог проводить ровно столько времени, сколько позволяли ресурс двигателя и запас топлива, без учёта мер противодействия со стороны противника.

## Тактико-технические характеристики
Источники информации : 
Общие сведения
- Категории поражаемых целей — наземные объекты системы радиотехнических войск ПВО

Пусковое устройство
- Категория мобильности — возимое устройство
- Платформа — прицепного типа, с снарядами в готовности к немедленному запуску
- Возимый боекомплект — 15 штук

Система наведения
- Бортовой навигационный компьютер — цифровое микропроцессорное оперативное запоминающее устройство
- Устройство наведения на цель — головка самонаведения
- Тип головки самонаведения — пассивная радиолокационная

Зона обстрела
- Дальность полёта — 480…800 км

Особенности конструкции
- Аэродинамическая компоновочная схема — «утка», самолётного типа (самолёт-снаряд)
- Форма фюзеляжа — гондола
- Тип конструкции фюзеляжа — монококовая
- Оболочка фюзеляжа — литая (изготовленная методом литья под давлением)
- Материал корпуса — стекловолоконно-полиуретановый композит
- Воздушный винт — толкающий, четырёхлопастной
- Аэродинамический профиль рулевых поверхностей — NACA 0012
- Тип наполнителя внутреннего пространства крыльев — GAW-1
- Конфигурация крыльев — зафиксированная
- Угол установки крыла — 0°
- Угол стреловидности крыла — 30°, четверть хорды
- Угол установки рулевых поверхностей — 3°
- Угол стреловидности рулевых поверхностей — 0°
- Конфигурация воздухозаборника — утопленный сверху фюзеляжа

Аэродинамические характеристики
- Скоростной режим — дозвуковой
- Среднее время в полёте — 480 мин
- Маршевая скорость полёта — 320 км/ч
- Практический потолок — 3 км

Массо-габаритные характеристики
- Длина — 2118 мм
- Высота — 610 мм
- Размах оперения — 2570 мм
- Масса — 127 кг (без ТРУ)

Боевая часть
- Тип БЧ — осколочно-фугасная с готовыми поражающими элементами, WDU-30/B
- Масса БЧ — 18 кг
- Тип ВВ — High-Explosive
- Тип предохранительно-исполнительного механизма — дистанционного действия, радиолокационный, срабатывание на объём

Двигательная установка
- Тип ДУ — двухтактный рядный поршневой авиационный двигатель, Cuyuna Eagle
- Количество цилиндров — 2
- Объём камеры сгорания — 438 см³
- Мощность двигателя — 28 л.с. (21 кВт)
- Время работы маршевого двигателя — не менее 480 мин